# Arabis beirana
Arabis beirana là một loài thực vật có hoa trong họ Cải. Loài này được P.Silveira, J.Paiva & N.Marcos mô tả khoa học đầu tiên năm 2001.